# Cattedrale di Ceuta
La cattedrale dell'Assunzione (in spagnolo: Catedral de la Asunción) si trova a Ceuta, in Spagna, ed è la cattedrale della diocesi di Cadice e Ceuta, insieme alla cattedrale della Santa Croce di Cadice.

## Storia
La cattedrale di Ceuta si trova nella zona conosciuta dall'epoca portoghese come "La Ciudad" ed è stata costruita sui resti di una moschea risalente al tempo della dominazione araba (711 - 1415).
Sui resti di una precedente chiesa paleocristiana, probabilmente fatta costruire nel VI secolo dall'Imperatore Giustiniano I, fu edificata l'antica Grande Moschea di Ceuta, opera architettonica di enorme ricchezza che ha subito numerosi ampliamenti e di cui quasi nulla è rimasto.
Dopo la conquista portoghese del 1415 la moschea fu trasformata in chiesa cristiana, con gli adeguamenti necessari. Il passare del tempo e i danni causati dagli incidenti bellici determinarono il crollo dell'edificio e la necessità di costruire una nuova chiesa, progettata alla fine del XVII secolo dall'architetto Juan de Ochoa. La sua costruzione è iniziata nel 1686, ma la chiesa è stata consacrata solo nel 1726 all'Assunzione della Vergine Maria, ritardo in gran parte dovuto alle difficoltà incontrate a causa del grande assedio che Ceuta ha subito in quegli anni.
Il lavoro è continuato anche dopo la consacrazione. Il coro fu demolito nel 1728 perché considerato troppo grande per le esigenze di culto. Nel 1735, seguendo le tracce di Ochoa, è stato costruito il tabernacolo, rettangolare e volta a botte con lunette. Alla fine del XVIII secolo, durante l'assedio degli anni 1790-1791, tetti e finestre hanno subito gravi danni che hanno richiesto costose sostituzioni. Nel 1828 la pala è stata sostituita da un dipinto dell'Assunzione della Vergine.
La cattedrale è oggi un edificio di pianta rettangolare con tre navate il cui aspetto è il risultato degli interventi degli anni 1954 e 1955 effettuati da Blein José Gaspar. L'impostazione voluta da Ochoa è stata profondamente trasformata, con un nuovo coro e la costruzione della cappella del Sacramento, posta sull'asse principale del tempio.